# Raiffeisenbank Elbmarsch
Die Raiffeisenbank Elbmarsch eG ist eine Genossenschaftsbank mit dem Sitz in der schleswig-holsteinischen Gemeinde Heist im Kreis Pinneberg. 

## Geschichte
Gegründet wurde die ehemalige Spar- und Darlehenskasse Heist eGmuH am 13. Mai 1914 in Heist. Der erste Vorsitzende war der Rentner Johannes Assmußen; sein Vertreter war der Bandreißer Heinrich Nagel. Die Geschäftsführung übernahm der Musiker Johann Köster als erster Rendant (Geschäftsführer). In seinem Haus an der Hauptstr. 29 befanden sich die Geschäftsräume.
Im Jahr 1976 fusionierten die Spar- und Darlehnskasse eG Heist und die Spar- und Darlehnskasse e.G. Holm mit dem Sitz in Holm und es entstand die Raiffeisenbank Heist-Holm eG. Vorstand der neu entstandenen Bank war Heinz Holst gemeinsam mit Heinz Reiken aus Holm.
Seit der Fusion der Raiffeisenbank eG Haseldorf mit dem Sitz in Haseldorf – zu der auch die Zweigstelle Hetlingen gehörte – und der Raiffeisenbank Heist-Holm eG im Jahre 1992 lautet die Firma Raiffeisenbank Elbmarsch eG. Hauptamtliche Vorstandsmitglieder waren zu dieser Zeit Walter Rieken, Heinz Reiken, Heinz Holst und Bernd Jensen.

## Rechtsverhältnisse
Die Raiffeisenbank Elbmarsch eG ist im Genossenschaftsregister beim Amtsgericht Pinneberg unter GnR 134 EL eingetragen.

## Organisationsstruktur
Rechtsgrundlagen sind das Genossenschaftsgesetz und die durch die Generalversammlung beschlossene Satzung. Organe der Bank sind der Vorstand, der Aufsichtsrat und die Generalversammlung.

## Sicherungseinrichtung
Die Raiffeisenbank Elbmarsch eG ist der amtlich anerkannten Sicherungseinrichtung des Bundesverbandes der Deutschen Volksbanken und Raiffeisenbanken GmbH und der zusätzlichen freiwilligen Sicherungseinrichtung des Bundesverbandes der Deutschen Volksbanken und Raiffeisenbanken e.V. angeschlossen.

## Geschäftsausrichtung
Die Raiffeisenbank Elbmarsch eG betreibt das Universalbankgeschäft. Im Verbundgeschäft arbeitet sie mit der DZ Bank, R+V Versicherung, Bausparkasse Schwäbisch Hall, Teambank, VR Smart Finanz, Münchener Hypothekenbank, DZ Hyp und der Union Investment zusammen.

## Geschäftsgebiet
Das Geschäftsgebiet liegt im Süden des Kreises Pinneberg. Ihr Geschäftsgebiet umfasst die Haseldorfer Marsch mit den Gemeinden Haselau, Hetlingen, Haseldorf, Heist und Holm.
An diesen Orten betreibt die Bank Filialen:
- Heist (Hauptstelle, jur. Sitz)
- Holm (Geschäftsstelle)
- Haseldorf (Geschäftsstelle)